# Marsdenia laxiflora
Marsdenia laxiflora är en oleanderväxtart som beskrevs av John Donnell Smith. Marsdenia laxiflora ingår i släktet Marsdenia och familjen oleanderväxter. Inga underarter finns listade i Catalogue of Life.